# Brava (Capo Verde)
Brava è un'isola vulcanica di Capo Verde, appartenente al gruppo delle Sotavento. Da un punto di vista amministrativo, l'isola costituisce una contea (contea di Brava), con capoluogo Nova Sintra.

## Storia
L'isola fu colonizzata alla metà del XV secolo. Nel 1675 la sua popolazione aumentò rapidamente in seguito all'eruzione del Monte Fogo, sulla vicina isola di Fogo, che portò numerosi profughi a stabilirsi a Brava.
Gli insediamenti umani sono stati gravemente danneggiati dalla tempesta tropicale Beryl nel 1982.
L'attività vulcanica che ha dato origine all'isola è ancora presente, ma non ci sono registrazioni di eruzioni in epoca storica.
Nelle acque oceaniche, circa 20 km al largo della costa a sudovest dell'isola, si trova il vulcano sottomarino Cadamosto Seamount, la cui sommità arriva a 1.500 m al di sotto della superficie del mare.

## Economia
La principale attività economica dell'isola era tradizionalmente la caccia alla balena; oggi è l'agricoltura. Brava è una delle due isole abitate di Capo Verde a non avere un aeroporto (l'altra è Santo Antão).

## Insediamenti
Oltre a Nova Sintra, i principali insediamenti di Brava sono:
- Cachaço
- Campo Baixo
- Cova Joana
- Fajã de Agua
- Furna
- Lime Doce
- Mato Grande
- Nova Sintra do Monte
- Santa Bárbara
- Tantum